# Roberto Luongo
Roberto Luongo (Montreal, 4 de abril de 1979) é um ex-jogador profissional de hóquei no gelo canadense que atua na posição de goleiro pelo Florida Panthers, da NHL.

## Carreira
Roberto Luongo foi draftado pelo New York Islanders, na 4º escolha em 1997.